# Beuzeville-la-Guérard

Beuzeville-la-Guérard este o comună în departamentul Seine-Maritime, Franța. În 1 ianuarie 2022 avea o populație de 236 de locuitori.